# Правотворчество
Правотво́рчество — это действия уполномоченных органов по подготовке, принятию, изменению (совершенствованию) и отмене нормативных правовых актов; завершающая часть процесса правообразования.
Субъектами правотворчества могут выступать как государственные, так и негосударственные органы в виде профсоюзов, органов местного самоуправления, общественных организаций и граждан (в случае принятия закона на референдуме) при наличии соответствующих полномочий.

## Виды
Исследователи выделяют критерии разделения правотворчества на виды:
- по субъектам;
- по регламентам (процедурам);
- видам принимаемых правовых актов;
- теме и объёму содержания будущего правового акта[4].

В основном выделяются следующие виды правотворчества:
- Референдум (правотворчество непосредственно народа);
- Законотворчество (правотворчество органов законодательной ветви власти — парламента);
- Подзаконное правотворчество (отдельных должностных лиц — министра, президента);
- Органов местного самоуправления;
- Локальное правотворчество (например, на предприятии, в учреждении и организации);
- Уполномоченных общественных организаций (негосударственных, например, профсоюзов)[1][2][4]
- Договорное (заключение государственными органами публично-правовых договоров: конституционных, внутрифедеральных, управленческих)[3];
- Чрезвычайное (при нахождении государства или его региона в кризисном чрезвычайном положении; как правило временное)
- Делегированное (по поручению, передаче полномочий одним органом другому, например парламент комитету; предусмотрено в законодательстве Франции, Италии, ФРГ)[5]

В научной литературе отдельно рассматривают такой вид правотворчества как судебное правотворчество, согласно которому судебная практика признаётся источником права.

## Принципы правотворчества
- Законности (соблюдение законов в процессе правовой коммуникации);
- Упорядоченности (тематическая организованность процесса правовой коммуникации);
- Демократизма (опубликование подготовленных проектов законов для ознакомления и обсуждения с заинтересованными гражданами, трудовыми коллективами, социальными и профессиональных группами и др.);
- Эффективности и оперативности (внятная регламентированность и структурированность всего процесса создания нормативно-правовых актов);
- Планирования законотворческой деятельности (соблюдение процедуры, последовательности действий);
- Приоритетности (рассмотрение в первую очередь законопроектов, регулирующих основы экономической и политической системы);
- Признания высшей ценностью прав и свобод человека и гражданина;
- Гласности (открытость и публичность процесса правовой коммуникации);
- Научности (научная обоснованность создаваемых правовых актов);
- Единства юридической терминологии[8].